# Giuseppina Leone
Giuseppina »Giusy« Leone-Paoletti, italijanska atletinja, * 21. december 1934, Torino, Kraljevina Italija.
Nastopila je na olimpijskih igrah v letih 1952, 1956 in 1960, ko je osvojila bronasto medaljo v teku na 100 m, ob tem je dosegla še peto mesto v teku na 100 m, šesto v teku na 200 m ter dvakrat peto mesto v štafeti 4x100 m. V slednji disciplini je na evropskih prvenstvih osvojila bronasto medaljo leta 1954.